# 蒎烯
蒎烯（Pinene）是一类具有相同骨架结构的天然有机化合物，属于双环单萜，分子式C10H16。
自然界存在α-蒎烯和β-蒎烯，它们之间属双键的位置异构。这两种蒎烯是松节油的主要成分（蒎烯英文名即出自松树），也存在于其它松柏門植物中。在针叶植物以外的种类中也发现其存在，比如一种菊科植物Heterotheca以及大鼠尾草（三齿蒿）。

## 异构体
| 键线式   |                 |                 |                 |                 |
| 透视图   | X               |                 | X               |                 |
| 球棒模型 | X               |                 | X               |                 |
| 名称     | (1R)-(+)-α-蒎烯 | (1S)-(−)-α-蒎烯 | (1R)-(+)-β-蒎烯 | (1S)-(−)-β-蒎烯 |
| CAS号    | 7785-70-8       | 7785-26-4       | 19902-08-0      | 18172-67-3      |

## 生物合成
生物体内，α-蒎烯和β-蒎烯都是由香叶基焦磷酸酯转化生成的。反应机理经过酯基异构化，首先得芳樟醇焦磷酸酯，接着环化重排，然后从碳正离子失去一个质子得到产物。

## 分布
α-蒎烯是自然界中最广泛分布的萜烯之一，具有强烈的驱虫性。
α-蒎烯主要存在于针叶树等植物。也是毒马草属和鼠尾草属植物精油的主要成分。大麻属也含α-蒎烯。 圆柄黄连木的树脂富含蒎烯。松子中也存在。
箭叶橙的果皮精油主要成分为柠烯和β-蒎烯。

## 应用
化学工业上，蒎烯的催化氧化得到各种人工香料，如马鞭烯酮等。